# Aulo Gelio

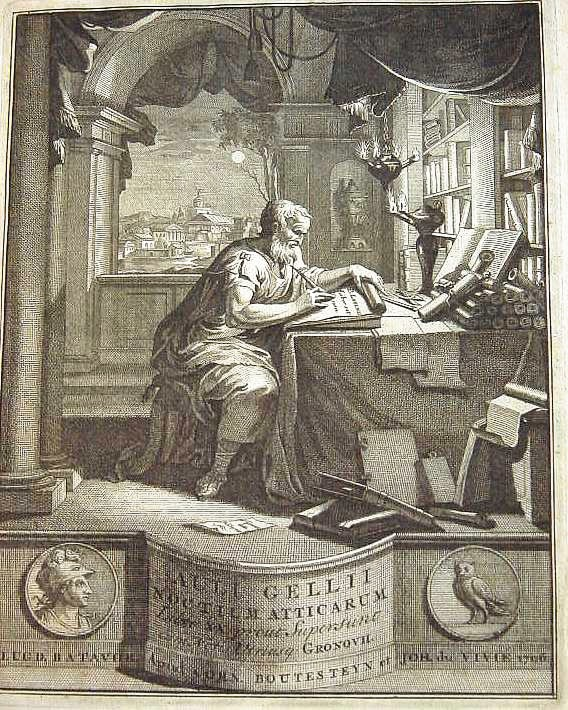
Frontispicio de una edición en latín de las Noches áticas.

Aulo Gelio (lat.: Aulus Gellius) fue un abogado y escritor romano del siglo II.

## Vida
Aulo Gelio nació en Roma en los primeros años del principado de Adriano, posiblemente entre el 126 o 130. No se sabe con certeza su fecha de muerte. Tuvo una educación esmerada, estudiando con los mejores maestros de su tiempo, como Herodes Ático, Frontón o Apolinario.

## Noches áticas

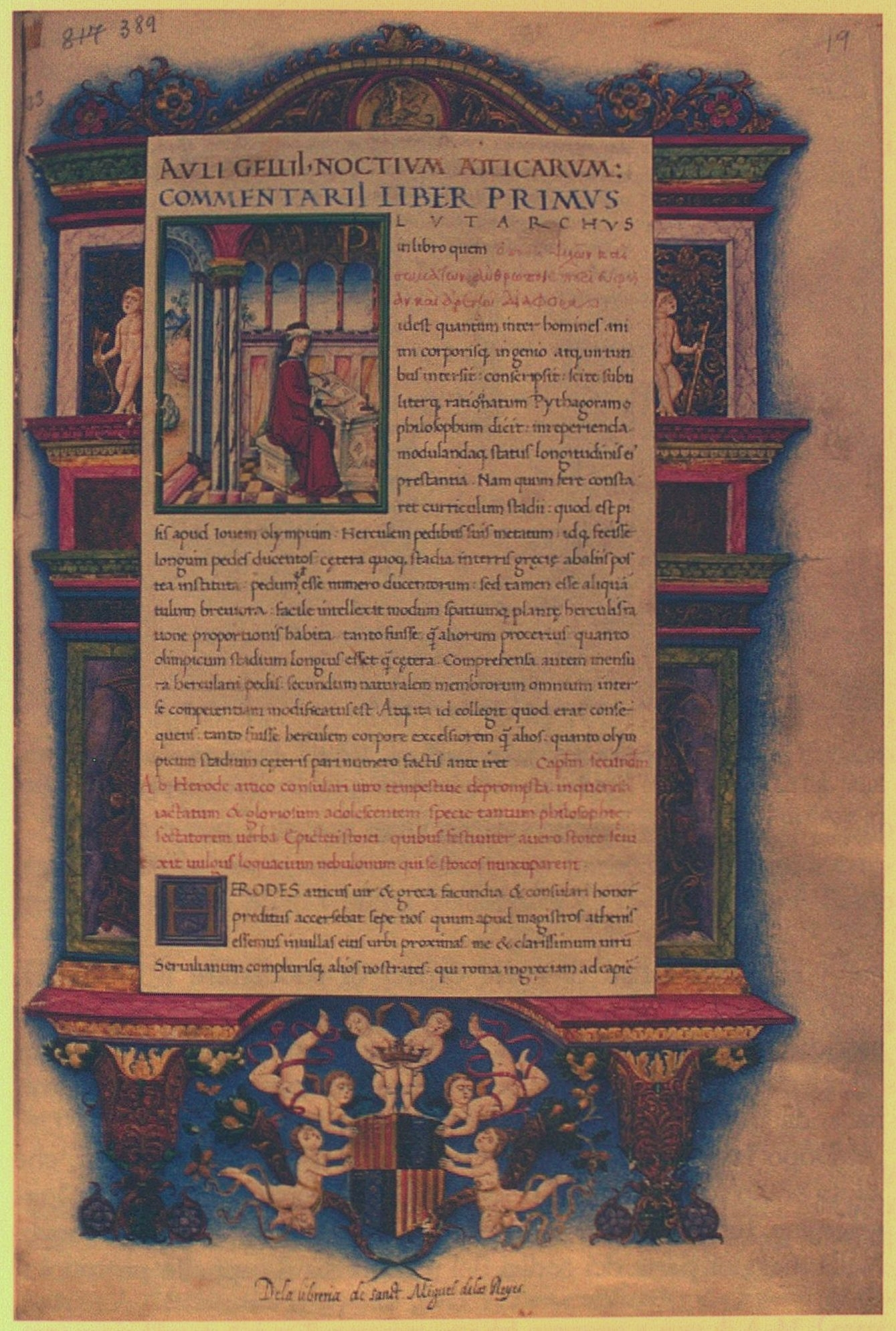
Comienzo de la obra Noches áticas, encontrado en un manuscrito de la segunda parte del

Su única obra conocida es la de las Noches áticas (Noctes Atticæ) datada durante el mandato de Marco Aurelio (161-180), título que hace referencia a que empezó a escribirla en las largas noches de un invierno que pasó en el Ática, terminándola posteriormente en Roma. En ella anotó desordenadamente todas las curiosidades que oía o leía en otros libros. Está dividida en 20 libros, de los que nos han llegado todos menos el octavo. Contiene notas sobre historia, geometría, gramática, filosofía y casi cualquier otra materia.
Su importancia radica principalmente en que cita fragmentos de otros autores cuya obra se ha perdido y muchos documentos arcaicos, como la Ley de las Doce Tablas. Alessandro Alessandri (1461-1523), jurisconsulto napolitano, imitó esta obra en sus Genialium dierum, cuyo título completo es Alexandri ab Alexandro jurisperiti Neapolitani Genialium dierum libri sex, París, J. Petrus, 1532.